# Пешчаници у Драмхелеру
Пешчаници у Драмхелеру (енгл. Hoodoos of Drumheller) су скуп земљаних главутака или кула на чијим врховима се налазе камене капе (блокови). На овом локалитету има их око десетак. Високи су од 1,5 до 45 метара, а широки од пола до три метра. Карактеристичан изглед пешчаници су добили депоновања материјала у периоду креде између, пре 70 и 75 милиона година.
Овај природни феномен у Драмхелеру настао је дуготрајним и стрпљивим радом природе, у средишту бедленда или „рђава земља“ (енгл. badland), дела Драмхелер долине, у канадској провинцји Алберта.
Стена састављених од две врсте материјала (песка и глине), створиле су ово ремек дело природе, на основи која почива на подлози од шкриљца. Стуб пешчаника израђен је од мекшег пешчара, док је завршни део, камен на врху (попут нека врсте капе) од чвршћег и тежег материјала, мање склоног ерозији. Као последица ветра, мраза, кише и бујичних вода, настало је кружно спирање далеко мекшег дела каменог стуба, док се капа знатно спорије мања. Након вишегодишњег спирања стуб је постао све тањи, а завршни камен остао је, уравнотежен на његовом врху, попут неке врсте „шешира“.

## Статус и степен заштите
Овај гоморфлошки вредан локалитет стављен је под заштиту друштва и заједно са Покрајинским парком диносауруса и Покрајинским парком Мидленд уписан је у УНЕСКО-ов списак места светске баштине у Америци 5. јун 1979. године. Укупно је заштићено око 50 ha површине.
Како су пешчаници веома осетљиви, на оштећења и врло лако и брзо се роне, на бројним местима у овом парку природе истакнута су табле упозорења, да се хода само по за то одређеним и јасно означеним путевима, посматра са челичних осматрачница и избегава додиривање самих стубова („баксуза“). Прописане казне за наруживања или оштећења пешчааника и имовине парка су до 50.000 $, или до годину дана затвора.

## Положај и пространство
Пешчаници у Драмхелеру, као једна од Канадских туристичких атракција, налази се у Драмхелер долини, у непосредној близини великог центара за палеонтолошка истраживања, Тиреловог краљевског музеја палеонтологије, на путу број 10 (Highway 10), 15 минута вожње аутомобилом, или око 16 km источно од Драмхелера, 280 km од Едмонтона, 130 km североисточно од Калгарија, 138 km од Брукса, 264 km од Банафа и 251 km од Медисин Хата, у Канадској покрајини Алберта.
Пешчаници се такође налазе и у непосредној близини налазишта фосилних слојева из касне креде, у Покрајинском парку Мидленд, у коме су откривени бројни примерци рептила и других праисторијских животиња и биљака.

## Настанак
Пешчаници у Драмхелеру настали су деловањем ерозије на земљиште састављено од растреситог, али чврстог материјала на коме се налази и камење веће величине. Пре више милиона година цело подручје долине Драмхелераје било средиште значајних геолошких промена. Велике реке које су ту текле пре 75 милиона година оставиле су наслаге песка и глине који су чинили ободне делове долине, брда али и пешчанике (пешчане стубове) у данашњег парку природе Бедленд („рђава земља“).
Током касне креде, пре 75 милиона година, крајолик је био потпуно другачији. Клима је била суптропска са бујним шумама које су покривале обалску равницу. Реке су текле источно преко равнице у топло унутрашње море Bearpaw или „Медвеђу шапу“. Ниска мочварна земља била је дом разним животињама, укључујући и диносаурусе. Услови који су у каснијем периоду владали у Алберти били су погодни за очување фосилизираних костију, динсауруса и других животиња.
Пре око 15.000 година ово подручје било је равно и покривено глечерима дебљине од око 600 метара. Након леденог доба и топљења глечера остали су канали и стрме стране, а кристали леда, ветар и вода су наставили даље обликовање Бедленд („рђава земља“).
Тако огољен терен утицао је на појаву пашчаника, који су настали релативно касно, разорном деловању воде, при чему су крупни комади стена штитили дубље и мекше слојеве земље од удара кишних капи и спирања водом. У тој првој етапи радом кише и ерозијом, урушава се земљиште, сем испод стена на врху, које су својом тежином спречавале његово даље осипање. Тако су настале пирамиде и/или куле.
Камени блокови на њиховим врховима служили су попут кишобран, али водене бујице и даље је пролазила између фигура, спирајући земљу и чинећи да временом стубови постају све виши. Та појава спада у другу етапу која се огледа у „завршној обради“ пешчаника. Наиме, непрестаним дејством природних сила, пирамиде и куле су се још више истањивале, тако да је на крају остајали неправилни стубови са каменим капама на врху.
И данас вода из преријских потока и других одвода, као и атмосферске падине настављају да обликује крајолик Драмхелер долине и откривају њене чврсте темеље. Наиме пешчаници еродирају брзином од један сантиметар годишње - што је значајно брже него разарање било које друге геолошке грађе.

## Легенде о пешчаницима из Драмхелера
Бројне легенде круже међу становницима Албертом о пешчаницима још из давних времена. Међу њима најчешће се могу чути или у бројним написима прочитати ове:
- Прича се да су први Европљани, који су дошли у долину Драмхелер и шири простор бадландсa, гледали на ове необичне природне облике помало са страхом. Сматрајући их неком врстом магије, враџбине, или „вудуа“, дали су им назив „Баксузи“ (енгл. „Hoodoos“).[2]
- Припадници Прве нације (или староседеоци Америке), који су вековима живели на овом простору, веровали су да ови камени стубови представљају заправо „окамењени дивови“, који током ноћи оживе.[2]